# Уэстон-Крик

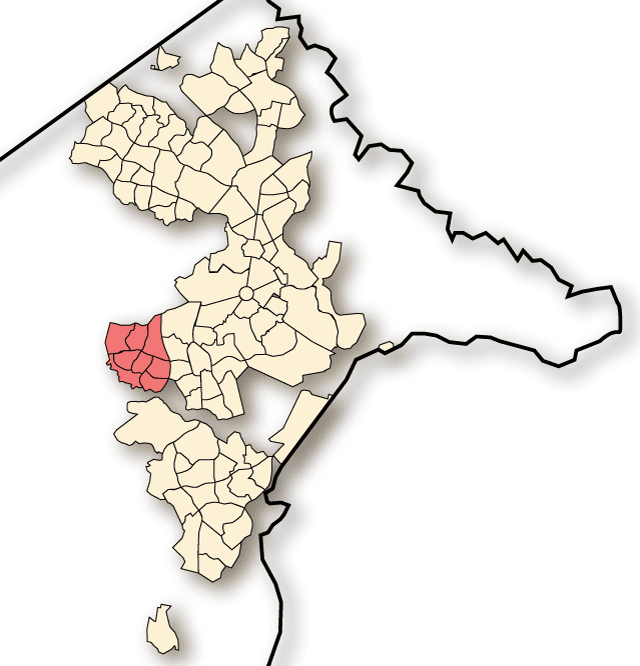
Расположение Уэстон-Крик

Уэстон-Крик (англ. Weston Creek) — округ Канберры, столицы Австралии, объединяет 8 районов. Расположен к западу от округа Уоден-Велли, приблизительно в 13 километрах к юго-западу от городского центра Канберры. В округе насчитывается 9 245 частных домовладений, население 22 127 человек. Начал застраиваться в 1968 году.

## Этимология названия
Округ назван в честь капитана Эдварда Уэстона, бывшего офицера Ост-Индской компании, прибывшего в Австралию в 1829 году и получившего земельный надел в этом районе в 1831 году.

## История
Земельный надел площадью 4 квадратные мили на равнине Ярроу-Лумла был предоставлен Эдварду Уэстону 31 октября 1831 года. Данный участок к тому времени уже был заселён Джеймсом Мартином, бывшим солдатом Корпуса Нового Южного Уэльса. В 1827 году он подал прошение об аренде этой земли, на которой уже построил дом и амбар, пас коров и овец и посеял пшеницу. Однако, это прошение не было удовлетворено.
Наряду с соседним Уоден-Велли территория Уэстон-Крик позднее стала частью Станции Ярраламла, принадлежавшей Фредерику Кэмпбеллу до изъятия под нужды строительства новой федеральной столицы в 1913 году. В 1920 году более 36 км² из этой земли было выделено под поселения солдат.
Первыми поместьями в долине были Уэстон (в нынешнем районе Холдер), Кулмэн (в южной части района Чапмен), Риверс (угол улиц Уриарра и Коппинс Кроссинг), Блунделлс (в стороне от улицы Коппинс Кроссинг, в большой излучине реки Молонгло) и Тейлорс Хилл (между нынешними районами Варраманга и Пирс). Поместья Илаура (нынешний район Уэстон) и Авондейл (сегодняшний район Холдер) также были построены в 1920-х годах.
Джон и Эллен Фокс были среди первых поселенцев в долине Уэстон и проживали в поместье Уэстон с 1860-х годов. Несколько из их девяти детей родились в Уэстоне, а их сын Дэвид с женой Маргарет унаследовали недвижимость. Карта Канберры 1914 года показывает, что Д. Фокс проживал в доме, расположенном между нынешними шоссе Диксон и улицей Хеллайер в районе Холдер. Более поздние избирательные списки показывают, что Маргарет продолжала жить здесь после смерти мужа в 1926 году в возрасте 49 лет. Поместье Авондейл было расположено дольше на восток, ближе к центру района Холдер. Брат Дэвида, Оуэн Фокс, показан на карте 1914 года проживающим в Тейлорс Хилл.
В 1911 году на территории округа появилась первая обсерватория на горе Стромло. В 1924 году была официально открыта Солнечная обсерватория Содружества, в дальнейшем названная Обсерватория Маунт-Стромло. 18 января 2003 года обсерватория сгорела в ходе огромного лесного пожара.
Поместья Уэстон и Тейлорс Хилл были приобретены Дентом в октябре 1932 года и использовались в сельскохозяйственных целях. В 1937 году Уэстон был куплен Рудольфом и Эйлин де Сейлис. Рудольф родился в поместье Каппакумалонг около деревни Тарва и до переезда в Уэстон проживал в поместьях Бондо около Кумы и Яррава около посёлка Адаминаби. Рудольф оставался в Уэстоне до своей смерти в феврале 1957 года в возрасте 70 лет. Его потомки проживали в Уэстоне до конца 1960-х годов. Поместье Кулмэн с 1932 года принадлежало Хитер и Филиппу Чэмпион.

### Первые дороги
В 1914 году в Уэстон-Крик вели две основные дороги: шоссе Уриарра (сейчас шоссе Коттер) с северо-востока и шоссе Лонг Галли с юго-востока (через нынешний район Варраманга (Канберра)Варраманга).

### Завод по очистке сточных вод
С первых дней основания города и до конца 1970-х годов основной завод Канберры по очистке сточных вод был расположен в Уэстон-Крик. Первый проект строительства завода был предложен в 1915 году. После ряда исследований он был одобрен Консультационным комитетом федеральной столицы в январе 1924 года, а в 1927 году завод был введён в эксплуатацию. В конце 1960-х годов исходящие от завода запахи стали проблемой для растущих жилых районов Уоден-Велли и Уэстон-Крик, а также для находящейся неподалёку резиденции губернатора. На заводе было произведено несколько изменений технологии, в частности, перестали использоваться отстойники. Завод был закрыт в августе 1978 года, а его функции стал выполнять Центр контроля качества воды Нижняя Молонгло.
В декабре 2010 года, во время работ по строительству пруда Северный Уэстон в новом жилом районе Молонгло Вэллей около территории бывшего завода по очистке сточных вод было обнаружено захоронение 90 тысяч тонн асбестосодержащих отходов. Загрязнённая почва содержала асбестные листы и трубы, сбрасывавшиеся сюда строителями в конце 1970-х и начале 1980-х годов.

### Жилищное строительство
Уэстон-Крик был основан в конце 1960-х годов как жилой пригород Канберры, ответвление от смежного округа Уоден-Велли. Застройка восьми районов Уэстон-Крика началась с Варраманги и Фишера в 1968 году, затем последовали Уэстон и Риветт в 1969 году, Даффи и Холдер в 1970 году и Чапмен и Стерлинг в 1972 году. В каждом районе имеются свои магазины. Большой торговый центр Cooleman Court расположен в районе Уэстон. Каждый район назван в честь знаменитого австралийца, а названия улиц в каждом из районов посвящены одной теме, например, австралийские реки, местные цветы или фамилии первопроходцев.

### Лесные пожары
Расположенный на западной окраине Канберры, примыкающий к открытым сельскохозяйственным угодьям и некогда обширным хвойным насаждениям, округ Уэстон-Крик несколько раз страдал от серьёзных лесных пожаров. Три самых значительных из них:
- Февраль 1952 года. Несколько строений и оборудование обсерватории было повреждено, а также более 100 тысяч деревьев уничтожено 5 февраля 1952 года, когда пожар прокатился через гору Стромло и по долине Уэстон[15].
- Декабрь 2001 года. 24 декабря пожар охватил примыкающий к Уэстон-Крик лес Стромло, угрожая районам Даффи, Холдер, Уэстон, Кёртин и Ярраламла[16]. Огонь затронул Национальный зоопарк и аквариум и Дом Правительства и достиг авеню Аделаида в районе Дикин.
- Январь 2003 года. Во время пожара 18 января в Уэстон-Крике погибло 4 человека и было уничтожено около 500 домов. Основной удар принял на себя район Даффи, где пострадало 219 домов. Значительный ущерб был также причинён районам Чапмен, Холдер, Риветт и Уэстон[17]. 18 января 2005 года около горы Стромло был открыт памятник жертвам пожара.

## Население
Население округа по данным переписи 2006 года составляло 22 717 человек. Средний возраст – 39 лет. Доля населения в возрасте 55 лет и старше составляла 27,1 % в сравнении со средней по стране 24,3 %. Более 92 % жителей были гражданами Австралии (в среднем по стране – 86,1 %), хотя 21 % жителей были рождены за пределами страны. Уровень безработицы в 2,9 % был ниже среднего по стране 5,2 %, а средний доход на одного жителя составлял 737 долларов в сравнении со средним по стране 466 долларов. Около 24 % рабочей силы было занято в государственной и военной службе в сравнении со средним по стране 2 %, что типично для Канберры.

## Социальная инфраструктура

### Образование
В округе имеется только одна старшая школа — Стромло, расположенная в районе Варраманга. Ранее их насчитывалось две — старшая школа Уэстон-Крик и старшая школа Холдер. В 1991 году они были объединены на базе первой, получившей название Стромло, а вторая была закрыта.
В округе работают три государственные начальные школы (Араванг, Чапмен и Даффи) и пять частных начальных школ (начальная школа Орана, начальная школа Монтессори, Исламская школа Канберры, начальная школа святого Иуды и Вианнейская начальная школа святого Иоанна). Колледж Стирлинг для учеников 11-12 классов был преобразован в Центр подготовки учителей.
Первой школой, открытой в округе в 1070 году была начальная школа Орава. Старшая школа Уэстон-Крик (сейчас — Стромло) открылась в 1972 году. В округе также имеется ряд дошкольных учреждений.
В округе расположены Центр оборонных и стратегических исследований Австралийского колледжа обороны и Австралийский командный и штабной колледж.

### Спорт
Местные спортивные команды: Роялс (регби-15), Уэстон-Крик Лайонс (австралийский футбол), Уэстон-Крик Индианс (бейсбол), Уэстон-Крик Соккер Клаб (футбол), мужская и женская команды по боулзу и Уэстон-Крик Крикет Клаб (крикет). В округе также проводится турнир Араванг по нетболу, в котором участвует несколько команд.

### Общественный совет
В округе создан общественный совет, который предоставляет возможность жителям довести свою озабоченность до правительства, а также служит инструментом лоббирования интересов округа. Совет был основан, поскольку жители округа чувствовали недостаточность своего политического влияния на законодательные процессы в Канберре. Катализатором процесса объединения жителей стало закрытие Старшей школы Холдер в 1991 году.